# Bill Zeliff

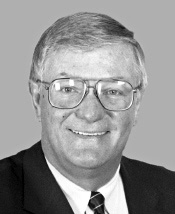
Bill Zeliff

William H. „Bill“ Zeliff (* 12. Juni 1936 in East Orange, New Jersey; † 18. Oktober 2021 in Venice, Florida) war ein US-amerikanischer Politiker. Zwischen 1991 und 1997 vertrat er den Bundesstaat New Hampshire im US-Repräsentantenhaus.

## Werdegang
Bill Zeliff besuchte bis 1954 die Milford High School in Connecticut. Danach studierte er bis 1959 an der University of Connecticut. Anschließend diente er bis 1964 in der Nationalgarde dieses Staates, danach wurde er Mitglied der Reserve der US-Armee. Zwischen 1959 und 1976 war Zeliff Manager und Verkaufsleiter der E.I. DuPont de Nemours Co.; danach betrieb er einige kleinere eigene Geschäfte.
Zeliff schloss sich der Republikanischen Partei an und kandidierte 1984 erfolglos für den Senat von New Hampshire. 1988 war er Delegierter zur Republican National Convention in New Orleans, auf der George Bush als Präsidentschaftskandidat der Partei nominiert wurde. Bei den Kongresswahlen des Jahres 1990 wurde er im ersten Distrikt von New Hampshire in das US-Repräsentantenhaus in Washington, D.C. gewählt, wo er am 3. Januar 1991 die Nachfolge von Robert C. Smith antrat. Nach zwei Wiederwahlen konnte er bis 3. Januar 1997 insgesamt drei Legislaturperioden im Kongress absolvieren. In dieser Zeit wurde dort der 27. Verfassungszusatz beraten und verabschiedet.
Im Jahr 1996 verzichtete Zeliff auf eine weitere Kandidatur. Stattdessen bewarb er sich erfolglos um die Nominierung seiner Partei für die Gouverneurswahlen in New Hampshire. Später lebte er in Jackson (New Hampshire). Mit seiner Frau Sydna Taylor hat er drei Kinder.